# Ytra-Norðmelsfjall
Ytra-Norðmelsfjall är en kulle i republiken Island. Den ligger i regionen Norðurland eystra, 300 km nordost om huvudstaden Reykjavík. Toppen på Ytra-Norðmelsfjall är 425 meter över havet.
Trakten runt Ytra-Norðmelsfjall är nära nog obefolkad, med mindre än två invånare per kvadratkilometer. Det finns inga samhällen i närheten. Trakten runt Ytra-Norðmelsfjall består i huvudsak av gräsmarker.